# Ruža Aćimović Janežič
Ruža Aćimović Janežič, slovenska zdravnica,  specializirana za fizikalno medicino, rehabilitacijo, * 30. maj 1928, Ljubljana, † 6. februar 2021

## Življenje
Rodila se je v Ljubljani očetu Jovanu Aćimoviću in materi Dragici, rojeni Rebula. Osnovno šolo je obiskovala na Rakeku. Leta 1947 je maturirala na Klasični gimnaziji v Ljubljani, leta 1953  diplomirala na Medicinski fakulteti v Ljubljani. Strokovni izpit je opravila leta 1956. K specializaciji iz fizikalne medicine in rehabilitacije jo je spodbudil akademik Bogdan Brecelj, specialistični izpit je opravila na Ortopedski kliniki v Ljubljani januarja 1962.
Kot štipendistka evropskega urada Svetovne zdravstvene organizacije SZO se je od septembra 1963 do junija 1964 izpopolnjevala v Kopenhagnu, Londonu, Stockholmu in Oslu. Pripravništvo je opravljala od decembra 1953 do decembra 1955 v Splošni bolnišnici Jesenice, Kliničnem centru Ljubljana in v zdravstvenem domu v Laškem. Kot splošna zdravnica se je leta 1956 zaposlila na Zdravstveni postaji Dobrna, kjer je delala eno leto, nato v Zavodu za medicinsko rehabilitacijo, v Zdravilišču Laško.
Avgusta 1969 se je zaposlila na Zavodu za rehabilitacijo invalidov (ZRI) v Ljubljani, kjer je ostala do upokojitve marca 1994. V ZRI je proti koncu kariere zasedala najodgovornejša delovna mesta, med drugim je bila predstojnica. Primarijski naziv ji je bil podeljen leta 1987. Leta 1969 je v ZRI prevzela novoustanovljeni oddelek za rehabilitacijo bolnikov po možganski kapi. Za tiste čase je vzpostavila moderno rehabilitacijsko ekipo, prvo v takratni Jugoslaviji. V drugih jugoslovanskih republikah se je fiziatrija še desetletja ukvarjala pretežno z okvarami mišično-skeletnega sistema. V Ljubljani se je leta  1970 začelo dolgoletno sodelovanje ZRI z Institutom Jožef Stefan in Fakultete za elektrotehniko Univerze v Ljubljani na področju raziskav funkcionalne električne stimulacije (FES). Potekalo je v okviru Rehabilitation Engineering Center (REC), financiranega s strani ameriškega National Institute for Disability Research (NIDR).
V obdobju 1969–1990 je sodelovala pri skoraj vsakoletnih mednarodnih seminarjih o FES, njeno področje so bili bolniki s posledicami možganske kapi. Z bogatimi kliničnimi izkušnjami je pomembno vplivala na razvoj na FES osnovanih električnih stimulatorjev za korekcijo hoje pri bolnikih z okvaro zgornjega motoričnega nevrona. Mladim zdravnikom je bila mentorica pri takrat triletni specializaciji fizikalne medicine in rehabilitacije, na Visoki šoli za zdravstvo v Ljubljani pa je predavala predmet Rehabilitacija s protetiko in ortotiko. Pomagala je invalidskim društvom (Zveza paraplegikov, Društvo za multiplo sklerozo) in sodelovala pri ustanovitvi Združenja bolnikov s cerebrovaskularno boleznijo (CVB), kjer je bila od leta 1996 dalje podpredsednica.

## Nagrade in priznanja
- 1976: nagrada Kidričevega sklada za dosežke v raziskovalnem delu na področju kibernetičnih aspektov rehabilitacije hoje hromih pacientov s pomočjo večkanalne električne stimulacije
- 1980: red dela z zlatim vencem
- 1986: skupinska nagrada Kidričevega sklada za delo Elektronske meritve spastičnosti in raziskave učinkov električne stimulacije na spastičnost
- 1986: zlati venec za negovanje prijateljskih odnosov med SFRJ in ZDA in sodelovanje na področju medicinskih ved
- 1989: odlikovanje z redom zaslug za narod s srebrnimi žarki za posebne zasluge in uspehe pri delu
- 1994: častna plaketa Instituta Jožef Stefan za uvajanje tehnike v medicino
- častna članica Društva za Medicinsko in biološko tehniko Slovenije

### Strokovna monografija
- Po možganski kapi (COBISS)
- Rehabilitacijska obravnava bolnikov po možganski kapi v osnovnem zdravstvenem varstvu (COBISS)
- Pripomočki za gibanje (COBISS)
- Rehabilitacijski (ortopedski) pripomočki in nomenklatura (COBISS)
- Spoznajmo in preprečimo možgansko kap (COBISS)

### Znanstveni članki
- Izboljšanje hoje pri hemiplegikih s pomočjo trikanalnega funkcionalnega električnega stimulatorja (COBISS)
- Electrophysiological orthosis for the upper extremity in hemiplegia: feasibility study (COBISS)
- Therapeutic effects of multisite electric stimulation of gait in motor-disabled patients (COBISS)
- Electrical stimulation for control of paralysis and therapy of abnormal movements (COBISS)
- Enhancement of hemiplegic patient rehabilitation by means of functional electrical stimulation (COBISS)
- The rehabilitation of gait in patients with hemiplegia: a comparison between conventional therapy and multichannel functional electrical stimulation therapy (COBISS)
- Enhanced rehabilitation of gait after stroke: a case report of a therapeutic approach using multichannel functional electrical stimulation (COBISS)